# Škalić Zagorski
 Škalić Zagorski  falu Horvátországban Krapina-Zagorje megyében. Közigazgatásilag Desinićhez tartozik.

## Fekvése
Krapinától 18 km-re délnyugatra,  községközpontjától 4 km-re délre a Horvát Zagorje északnyugati részén fekszik.

## Története
A településnek 1857-ben 235, 1910-ben 336 lakosa volt. Trianonig Varasd vármegye Pregradai járásához tartozott. A településnek 2001-ben 37 lakosa volt.

## Külső hivatkozások
Desinić község hivatalos oldala